# Королёва, Ксения Андреевна
Ксения Андреевна Королёва (родилась 30 апреля 1992 года) — российская хоккеистка на траве, полузащитница клуба «Динамо-Электросталь». Мастер спорта России.

## Биография
Представляет клуб «Динамо-Электросталь» с 2015 года, в 123 играх забила 14 голов, заработала 9 зелёных и 5 жёлтых карточек. Чемпионка и лучший игрок Кубка Содружества 2019 года.
В сборной России дебютировала 6 июля 2018 года в игре против Австрии (победа 4:0). В 13 играх забила один гол в ворота Белоруссии на чемпионате Европы 2019 года (сыграла 5 матчей, Россия заняла 7-е место).